# Mistrzostwa Świata Strongman 1993
Mistrzostwa Świata Strongman 1993 – doroczne, indywidualne zawody siłaczy.
WYNIKI ZAWODÓW:

Data: 1993 r.

Miejsce: Orange  Francja
| Miejsce | Zawodnik             | Kraj              | Punkty              |
| ------- | -------------------- | ----------------- | ------------------- |
| 1.      | Gary Taylor          | Walia             | 54                  |
| 2.      | Magnús Ver Magnússon | Islandia          | 49                  |
| 3.      | Riku Kiri            | Finlandia         | 48,5                |
| 4.      | Manfred Hoeberl      | Austria           | 41,5                |
| 5.      | Berend Veneberg      | Holandia          | 26                  |
| 6.      | Harold Collins       | Stany Zjednoczone | 24,5                |
| 7.      | Henrik Ravn          | Dania             | 23                  |
| 8.      | Gerrit Badenhorst    | Południowa Afryka | 17,5 (kontuzjowany) |